# Gyula Molnár (polityk)
Gyula Molnár (ur. 17 sierpnia 1961 w Budapeszcie) – węgierski polityk, inżynier i samorządowiec, poseł do Zgromadzenia Narodowego, od 2016 do 2018 przewodniczący Węgierskiej Partii Socjalistycznej (MSZP).

## Życiorys
Po ukończeniu technikum chemicznego przez rok pracował w zawodzie, po czym wyjechał do Moskwy na studia inżynierskie. Zatrudniony następnie w przemyśle włókienniczym jako inżynier. Na początku lat 90. był dyrektorem przedsiębiorstwa TricoInvest Kft. Działalność polityczną rozpoczynał w komunistycznej młodzieżówce KISZ, pod koniec lat 80. był sekretarzem tej organizacji w jednej ze stołecznych dzielnic. Po przemianach politycznych dołączył do postkomunistycznej Węgierskiej Partii Socjalistycznej.
W 1994 po raz pierwszy z ramienia MSZP uzyskał mandat posła do Zgromadzenia Narodowego. Z powodzeniem ubiegał się o reelekcję w wyborach w 1998, 2002 i 2006, zasiadając w węgierskim parlamencie do 2010. W 2002 i 2006 był jednocześnie wybierany na burmistrza Újbudy, XI dzielnicy Budapesztu, którą zarządzał przez osiem lat. Po odejściu z urzędu burmistrza prowadzono przeciwko niemu postępowanie karne, w którym przedstawiono mu zarzuty korupcyjne. Ostatecznie Gyula Molnár został prawomocnie uniewinniony od popełnienia tych czynów.
25 czerwca 2016 zastąpił Józsefa Tóbiása na stanowisku przewodniczącego MSZP. W wyborach w 2018 ponownie uzyskał mandat poselski. W dniu wyborów z uwagi na słaby wynik socjalistów ogłosił swoją rezygnację z kierowania partią.